# 馬令喬
馬令喬（1963年6月21日—），台灣女演員、電視主持人，曾經使用「馬維焄」藝名。身分證的本名從馬維欣改成馬令喬。主持節目時使用藝名「馬妞」，早期與歌仔戲小生李如麟搭檔在華視演歌仔戲，也參與電視連續劇演出，亦為電視節目主持人，曾為主持人吳宗憲旗下「憲憲家族」成員。後成為MOMO購物台的電視購物專家，2018年跨足直播電商，同時也是ishowlife愛秀生活直播電商購物專家。
馬維欣與藝人馮光榮於1997年結婚、2002年離婚。

## 演出作品

### 電視劇
| 頻道       | 劇名                                      | 飾演               |
| 華視       | 《西施》                                  | 春夢               |
| 華視       | 《李如麟歌仔戲》《嘉慶君遊台灣》          | 阿春               |
| 華視       | 《李如麟歌仔戲》《洛陽橋》                | 余真               |
| 華視       | (雷洪製作)歌仔戲《一見情》                | 阿元               |
| 華視       | 《李如麟歌仔戲》《仙侶奇緣》              | 柯根               |
| 華視       | 《李如麟歌仔戲》《煙雨花樓》              | 蔡九妹             |
| 華視       | 《李如麟歌仔戲》《十二生肖》              | 白亞蘭             |
| 華視       | 《李如麟歌仔戲》《琴韻簫聲》              | 雷燕雪             |
| 華視       | 《 李如麟 歌仔戲》《斷情劍》              | 珍珠               |
| 華視       | 《李如麟歌仔戲》《鐵膽英豪》              | 金靈姑             |
| 華視       | 《庭院深深》                              | 蔡金花             |
| 華視       | 《掌聲響起》                              | 皮蛋               |
| 華視       | 《養子不教誰之過》                        | 黃雅文             |
| 華視       | 《金交椅》                                |                    |
| 華視       | 《人生一大事》                            | 麗美               |
| 華視       | 《家有仙妻》                              | 玉霞               |
| 華視       | 《母雞帶小鴨》                            |                    |
| 華視       | 《台灣靈異事件》《鬼妾》                  | 陳婉容             |
| 華視       | 《台灣靈異事件》《變臉》                  | 許淑芬             |
| 華視       | 《台灣靈異事件》《暫時停止呼吸》          | 劉玉枝             |
| 華視       | 《何日君再來》                            | 阿鳳               |
| 中視       | 《書劍千秋》                              | 白雪               |
| 中視       | 《大野英豪》                              | 小鳳               |
| 中視       | 《瑤池金母傳》                            | 飛瓊               |
| 中視       | 《少林小福星》                            | 萬香               |
| 中視       | 《黃香蓮歌仔戲－東漢演義》                | 敬武長公主         |
| 中視       | 《我愛芳鄰》                              | 夏小雲             |
| 中視       | 《財神爺報到》                            | 王純純             |
| 中視       | 《三叔公九嬸婆》                          | 李吳彩江           |
| 中視       | 《一樣米養百樣人》                        | 鄭彩雲             |
| 中視       | 《世間人》                                | 吳心蘭             |
| 台視       | 《天眼》紅色陷阱                          | 張媛生             |
| 台視       | 《海角天涯》                              | 阿珠               |
| 台視       | 《笑傲江湖》                              | 儀清               |
| 台視       | 《梧桐夜雨》                              | 小倫               |
| 台視       | 《芙蓉鎮》                                | 伍川娜             |
| 台視       | 《刺客列傳》~荊軻                         | 胡姬               |
| 台視       | 《草地女婿》                              | 于雅鈴（片頭為雅琳） |
| 台視       | 《人間劇場》－媽媽的房客                  | 王淑惠             |
| 台視       | 《聊齋~花妖》                             | 蝶姑               |
| 台視       | 《郁達夫的愛與恨》                        | 掌華               |
| 台視       | 《二八年華》                              | 明珠二姐           |
| 台視       | 《布袋和尚》《吉人天相》                  | 石玉容             |
| 台視       | 《雙囍》                                  | 阿春               |
| 台視       | 《仙女當家》                              | 美香               |
| 台視       | 《懷玉傳奇 千金媽祖》                     | 陈丽淑             |
| 三立台灣台 | 《戏说台湾》《萬應公怪談》                | 鄭寶惜             |
| 三立台灣台 | 《戏说台湾》《椅仔姑》                    | 乞丐婆             |
| 三立台灣台 | 《戲說台灣》《啥人敢娶鱸鰻婆》            | 秋鸞               |
| 三立台灣台 | 《戏说台湾》《暗街仔的一蕊花》            | 碧玉               |
| 三立台灣台 | 《戏说台湾》《赤崁龜碑》                  | 白銀               |
| 三立台灣台 | 《戏说台湾》《白賊七觕丘罔舍》            | 丘夫人             |
| 三立台灣台 | 《戏说台湾》《福星土地公》                | 林兰花             |
| 三立台灣台 | 《牵手》                                  | 李真妮             |
| 三立台灣台 | 《鳥來伯與十三姨》                        | 李紅               |
| 三立台灣台 | 《親家》                                  | 潘阿桃             |
| 三立台灣台 | 《世間情》                                | 徐美英             |
| 三立台灣台 | 《甘味人生》                              | 侯美麗             |
| 三立台灣台 | 《戲說台灣》《天燈媽祖》                  | 花媽               |
| 三立台灣台 | 《戲說台灣》《濟公戲金蟾》                | 趙氏               |
| 三立都會台 | 《我的自由年代》                          | 游麗君             |
| 民視       | 《星座女人系列之水瓶座:我是你今生的新娘》 | 謝家琪             |
| 民視       | 《嘉慶君遊台灣》                          | 江桂香             |
| 民視       | 《藍色水玲瓏》《吃人的古井》              | 楊美津             |
| 民視       | 《實習醫師鬥格》                          | 林春嬌             |
| 大愛       | 《我愛美金》                              | 永生後母           |
| 大愛       | 《戀戀情深》                              | 阿春               |
| 大愛       | 《手心外的天空》                          | 阿桃姊             |
| 大愛       | 《路長情更長》                            | 老闆娘             |
| 大愛       | 《我在你心裡》                            | 寶珠慈濟師姐       |
| 壹電視     | 《幸福蒲公英》                            | 阿芬               |

### 電影
| 年 度 | 片 名    | 飾 演  |
| ----- | -------- | ------ |
| 1990  | 又見操場 | 李佩華 |

## 主持作品

### 電視節目
| 頻道                        | 節目                      | 備註                       |
| 中視                        | 《歡樂假期》              | 助理主持人                 |
| 中視                        | 《黃金假期 海陸大進擊》   | 與施孝榮主持               |
| 中視                        | 《歡樂傳真》              | 與張菲、檢場、張辰主持     |
| 中視                        | 《黃金假期 歡樂總動員》   | 與施孝榮主持               |
| 中視                        | 《鄉親舞台》              | 與李登才、余帝、卜學亮主持 |
| 中視                        | 《統一發票開獎特別節目》  | 與劉爾金主持               |
| 華視                        | 《社會叢林》              | 與李明諭主持               |
| 三立頻道→三立1台→三立綜藝台 | 《21世紀新人歌唱排行榜》  | 與澎恰恰主持               |
| 三立綜藝台                  | 《新人排行榜 歡樂大對抗》 | 與澎恰恰主持               |
| 三立綜藝台                  | 《新人排行榜 歡樂一級棒》 | 與澎恰恰主持               |
| 三立綜藝台                  | 《台灣鹹酸甜》            | 與賀一航主持               |
| ET Jacky                    | 《馬妞報報》              |                            |

### 其他電視節目
- MOMO購物台節目主持人
- MOMO購物台購物專家

## 廣告
- 中華郵政代售商品服務（「南北購物王大對決」篇，與王彩樺合作）